# Рагнар Омтвет
Рагнар Омтвет (норв. Ragnar Omtvedt; 18 лютого 1890 року, Християнія — 31 березня 1975 року, Флорида) — норвезький та американський двоборець і стрибун з трампліна, учасник зимових Олімпійських ігор у Шамоні.

## Кар'єра
Рагнар Омтвет народився у Осло (тоді Християнія) та виступав за місцеві клуби «Вікінг» та «Трім», у 1911 році брав участь у Голменколленському лижному фестивалі. У 1912 році приїхав до США щоб взяти участь у щорічному турнірі Норвезького лижного клубу і після завершення турніру вирішив залишитися у США. Вже наступного року він став одним з провідних стрибунів країни перемігши в Чемпіонаті США зі стрибків з трампліна. Того ж року у Айронвуді, штат Мічиган Рагнар стрибнув на 51.5 метра, тим самим встановивши новий світовий рекорд. У наступні роки він ще два рази ставав чемпіоном США зі стрибків з трампліна, у 1914 та 1917 роках та один раз чемпіоном Канади у 1922 році. Рагнар ще один раз встановлював світовий рекорд стрибнувши на 58,5 метра у Стімбот Спрінгс, штат Колорадо. Він був ініціатором спорудження трампліна у Ревелстоці, на якому у майбутньому було встановлено кілька світових рекордів.
На Олімпійських іграх 1924 року в Шамоні виступав у лижних перегонах та двоборстві. У лижних перегонах він брав участь лише в гонці на 18 кілометрів, котра також була частиною змагань з двоборства. На перегонах Рагнар виступив невдало і посів, передостаннє, 35-е місце. Через помилку клерка Рагнара Омтвета не допустили до змагання зі стрибків.
У 1924 році після невдалого стрибка пошкодив нерв на нозі і був вимушений зупинити виступи у стрибках.
Рагнар Омтвет був включений до Національного Лижного залу слави у 1957 році.

## Пам'ять
У місті Стімбот Спрінгс, де Рагнар Омтвет встановив світовий рекорд, існує ресторан названий його ім'ям.